# Галюн
Галю́н (на нидерландски: galjoen – „нос на кораба“) е първоначално свес на носа на ветроходен кораб, където се поставя носовото украшение на съда.
Традиционно на същия свес (между княвдигета и бордовете на кораба) се намират и отходните места за екипажа, затова понастоящем „галюн“ се нарича тоалетната на кораба.
Различават се следните видове: морски галюн и щормов морски галюн. Последният има седалка и мрежа.
Във военноморския флот на СССР и Русия с термина „галюн“ се обозначава всяко специално предназначено място за задоволяване на естествените нужди, както на кораба, така и на сушата (а в морската авиация – и бордовата тоалетна на самолета).
На корабите галюните се промиват със задбордна вода, отпадъците, като правило, се натрупват във фекална бака (танк), който се изпразва и промива при намиране на кораба в открито море (в пристанищата изхвърлянето на отпадъците е забранено). При съвременните кораби отпадъците не се изливат зад борда.
При подводниците фекалните баки се продухват със сгъстен въздух.

## Използване като тоалетна
Отходното място на ветроходен кораб от XVIII век представлява седалка с отвор отдолу и се намира на открит участък от палубата. Мястото е много опасно за човек, тъй като е отделено от морската стихия само с тънки перила или опънати въжета. Нерядко моряците са отмивани от силна морска вълна, за това и матросите не харесват галюните и, не желаейки да рискуват живота си напразно, някои моряци предпочитат да се облекчат някъде зад някое оръдие или да се скрият в някой тъмен ъгъл на трюма. В Руския морски устав от 1720 г. е определено, че корабният профос следи за чистотата на борда и задържа виновните за създаването на антисанитарни условия. Но даже рискът да бъдат наказани не винаги може да накара моряците да престанат да избягват отходното място на носа на кораба.
Офицерите не използват матроските галюни. Галюнът за старшите корабни чинове е много по-безопасен, отколкото матроските галюни. Така например, в кърмовата част на дървения ветроход има пристройки във вид на кръгли еркери отстрани на кърмата на съда. В единия се съхраняват навигационните прибори и морските карти, а в другия има затворена кабинка за офицерска тоалетна.